# Vicente Calvo Acacio
Vicente Calvo Acacio (Valencia 1870 - † 1953), periodista, escritor y crítico literario.
Promotor de las publicaciones Revista de Levante (1904) y Piña Levantina (1907), ambas de muy corta duración. 
En esa misma época fue director de El Noticiero, diario liberal moretista. En 1907 pasó a ser director de El Correo de Valencia.
A partir de 1910 colaboró con Tierra y Libertad, La Época y Las Provincias.
Director de la Comisaría Regia para la Agricultura de la provincia de Valencia, cargo desde el que promovió la fundación de Casinos-Escuelas, destinados a fomentar la instrucción de los agricultores.
El 31 de diciembre de 1949 fue uno de los diez cofundadores de la Asociación de Amigos de la Poesía de Valencia.
Entre sus obras figuran el libro de poemas Serojo; las novelas Novelas Cortas, Fortaleza, Humanidad y Los Reyes Mudos; y dejó inédito un ensayo denominado Escritores valencianos contemporáneos.
- Datos: Q9093253